# Dunseverick
Dunseverick (irisch: Dún Sobhairce) ist heute lediglich ein Weiler, der sieben Kilometer östlich von Bushmills im äußersten Norden der historischen Grafschaft Antrim nahe dem Giant’s Causeway in Nordirland liegt. Der Ort gehörte zum aufgelösten District Moyle und gehört seit 2015 zum District Causeway Coast and Glens. Der Causeway-Cliff-Pfad führt zwischen Dunseverick Hafen im Osten und dem Giant’s Causeway im Westen an der Halbinsel vorbei. Der Ort war Endpunkt der historischen Königsstraße (Slige Midluachra), die von Tara zu dem Hafen führt, von dem man auf dem kürzesten Weg nach Schottland gelangte.

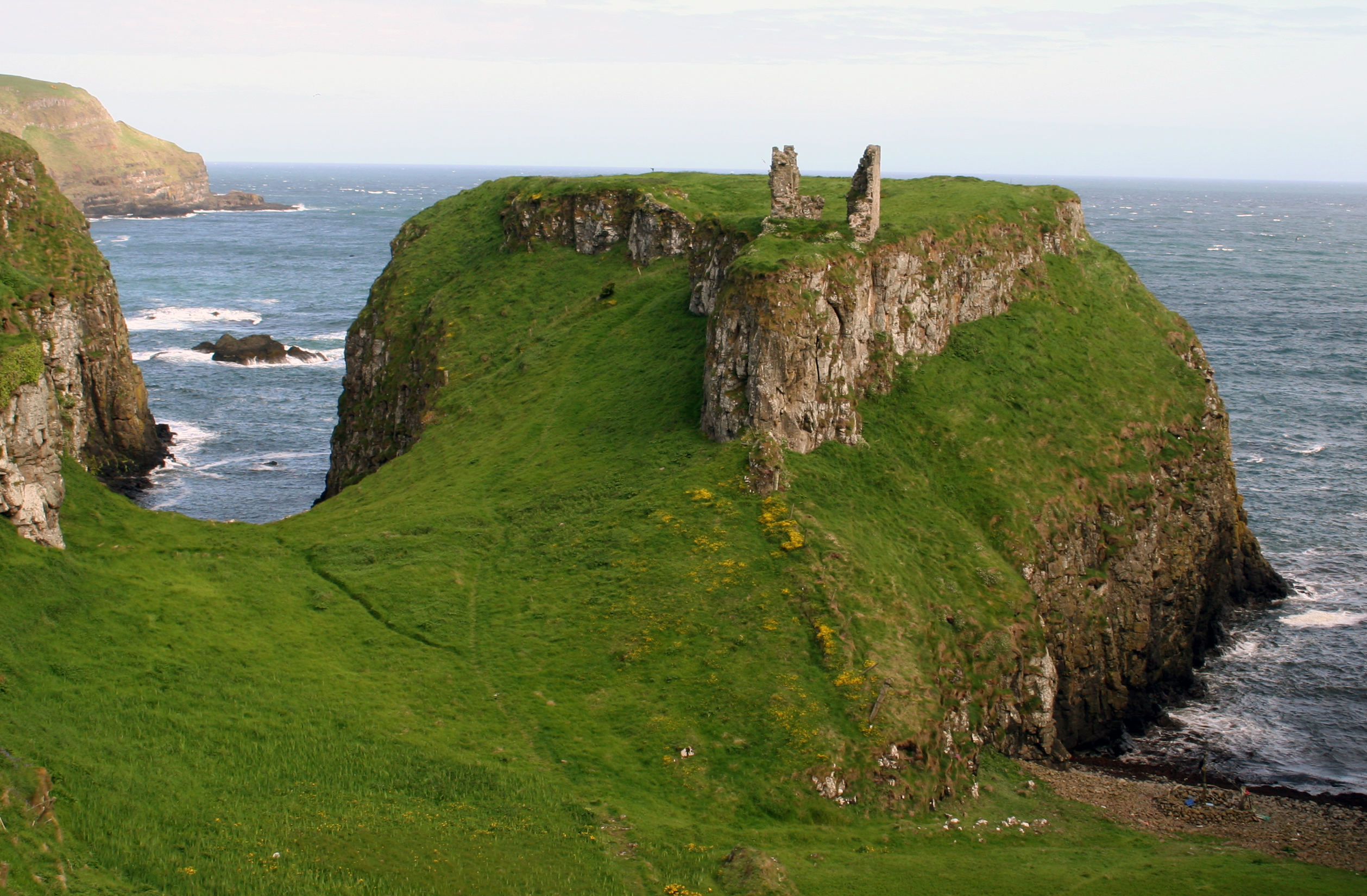
Dunseverick Castle

Das Dunseverick Castle liegt auf der Halbinsel, die seit 1962 dem National Trust gehört. Der Platz muss vor dem Bau des Castle ein Promontory Fort gewesen sein. Die im Jahre 1641 erfolglos angegriffene Burg wurde bis zu ihrer Zerstörung durch die Truppen Cromwells im Jahre 1650 bewohnt und ist heute nur noch als Ruine vorhanden. Ein kleiner Wohnturm überlebte, bis er 1978 ins Meer stürzte. Die Burg hat eine Quelle an der Nordseite, etwa drei Meter vom Rand der Klippe, mehr als hundert Meter über dem Meer. Sie wurde Tubber Phadrick oder St. Patrick’s Well genannt und gehört zu den Heiligen Quellen von Irland.
Der O’Cahan Clan (Ó Catháin) besaß Dunseverick zwischen 1000 und 1320 und dann wieder ab der Mitte des 15. Jahrhunderts. Der letzte irische Besitzer der Burg war Giolla Dubh Ó Catháin, der 1660 seinen Namen in McCain/O’Kane anglisierte.